# NGC 2362
NGC 2362 (również OCL 633 lub ESO 492-SC9) – gromada otwarta znajdująca się w gwiazdozbiorze Wielkiego Psa. Odkrył ją Giovanni Hodierna przed 1654 rokiem, niezależnie odkrył ją William Herschel 4 marca 1783 roku. Jest położona w odległości ok. 4,8 tys. lat świetlnych od Słońca.

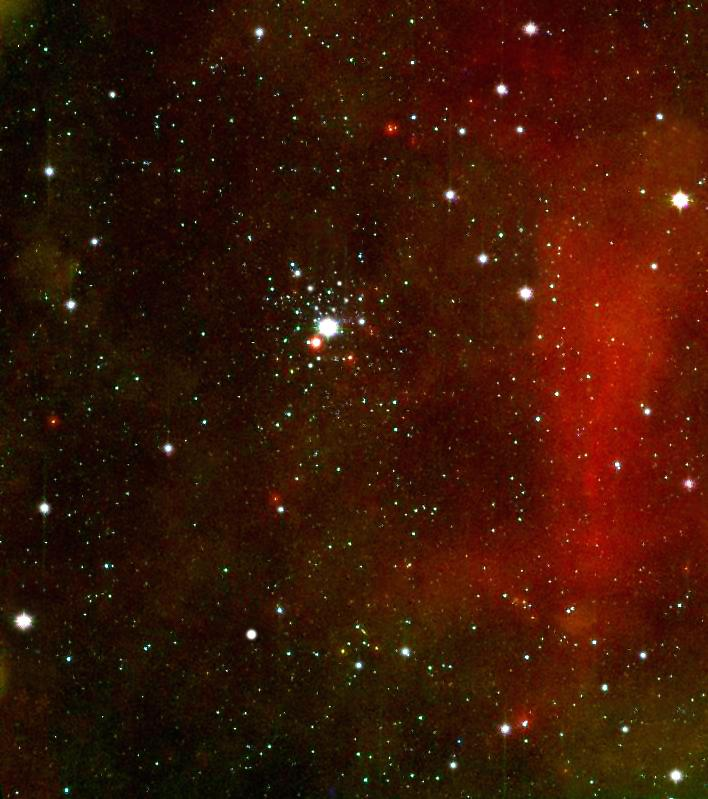
NGC 2362 w podczerwieni (Kosmiczny Teleskop Spitzera)

Gromada ta zawiera ok. 60 gwiazd, a jej wiek szacowany jest na 25 milionów lat. Nadal jednak związana jest z mgławicą. Najjaśniejszym składnikiem tej ładnej gromady gwiazd jest leżący prawie w środku, błękitny nadolbrzym czwartej wielkości – tau Canis Majoris.